# Zonocryptus linearis
Zonocryptus linearis är en stekelart som först beskrevs av James Waterston 1927.  Zonocryptus linearis ingår i släktet Zonocryptus och familjen brokparasitsteklar. Inga underarter finns listade i Catalogue of Life.